# Šedivka
 Šedivka (Berteroa) je rod rostlin z čeledi brukvovitých, který je rozčleněný do pěti druhů, z nich pouze jeden (šedivka šedá) vyrůstá v přírodě České republiky.

## Popis
Tento rod pochází z Eurasie a byl druhotně rozšířen do Severní Ameriky. Je tvořen jednoletými nebo dvouletými rostlinami porostlými chlupy, jednoduchými smíšenými s hvězdicovitými. Přímé nebo vystoupavé lodyhy vyrůstají jednotlivě nebo se od základny trsnatě větví. Přízemní listy s řapíky bývají celokrajné nebo zubaté a zvlněné. Lodyžní listy vyrůstající střídavě jsou přisedlé, bez oušek a nejčastěji celistvé.
stopkaté čtyřčetné květy bez listenů rostoucí v horní části lodyh vytvářejí hustá hroznovitá květenství. Jejich vztyčené nebo rozložené kališní lístky mají podlouhlý tvar a nejsou trvalé. Obsrdčité korunní lístky bílé nebo méně často žluté barvy jsou delší než kališní a hluboce dvoulaločné. V květech je dále šest dvoumocných tyčinek s podlouhlými prašníky a čtyři nektarové žlázky pro opylovače. Semeník se čtyřmi až dvaceti vajíčky nese až 4 mm dlouhou čnělku s hlavičkovou nebo dvoulaločnou bliznou.
Plody jsou pukající, podlouhlé, mírně zploštělé šešulky, které bývají eliptického, vejčitého nebo okrouhlého tvaru a vyrůstají na štíhlých, vztyčených a do stran se mírně rozbíhajících stopkách. Semena uložená v šešulce ve dvou řadách jsou zaoblená a případně zploštělá, za vlhka neslizovatí. Rostliny se rozšiřují výhradně semeny. Základní chromozómové číslo je x = 8.

## Zástupci
- šedivka šedá (Berteroa incana)

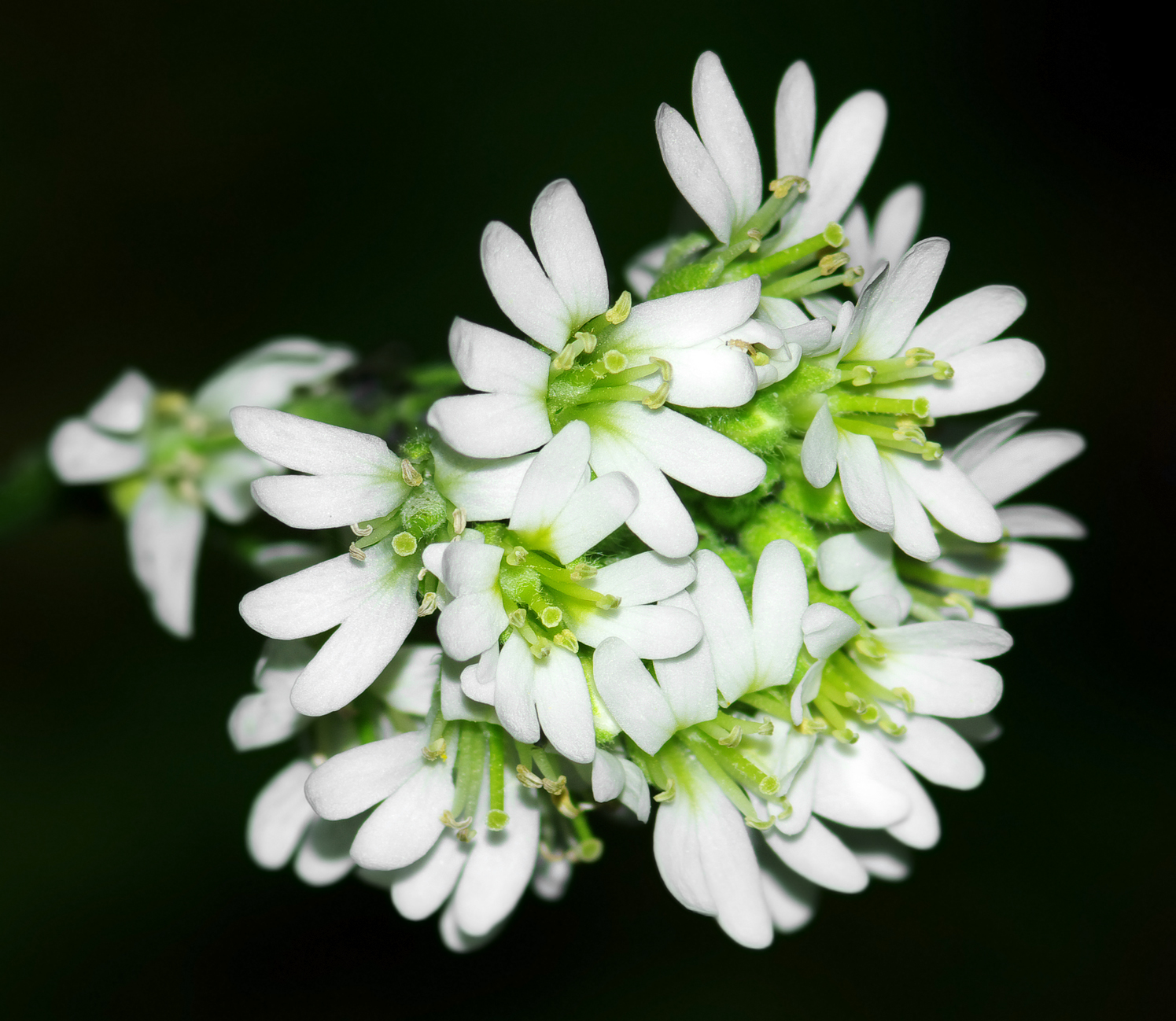
Hroznovité květenství
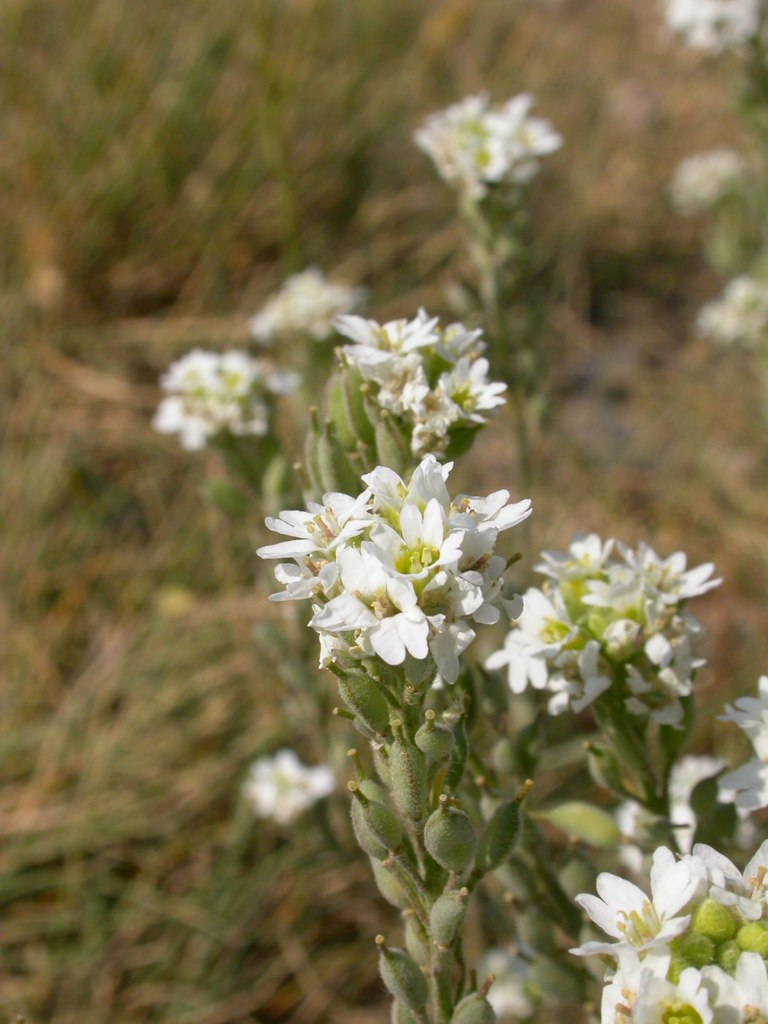
Květy a šešulky